# Sedum obtusipetalum
Sedum obtusipetalum är en fetbladsväxtart. Sedum obtusipetalum ingår i Fetknoppssläktet som ingår i familjen fetbladsväxter.

## Underarter
Arten delas in i följande underarter:
- S. o. dandyanum
- S. o. obtusipetalum